# Akira Takeuchi
Akira Takeuchi (født 18. juni 1983) er en japansk fodboldspiller, som spiller for den japanske fodboldklub Kamatamare Sanuki.